# AKG
AKG（アー・カー・ゲーまたはエー・ケー・ジー）はアメリカ合衆国カリフォルニア州ロサンゼルスに本部を置く音響機器メーカー。元々は、1947年にオーストリア、ウィーンで設立された企業であったが、1994年にアメリカ合衆国のハーマン・インターナショナルの傘下に入った。その後、2017年にハーマン・インターナショナルがサムスン電子の子会社となったことで、AKGも同様にサムスン電子の傘下となった。サムスン電子傘下となると、AKGの本社はオーストリアからアメリカ合衆国に移転、オーストリアのオフィスは閉鎖された。

## 概要

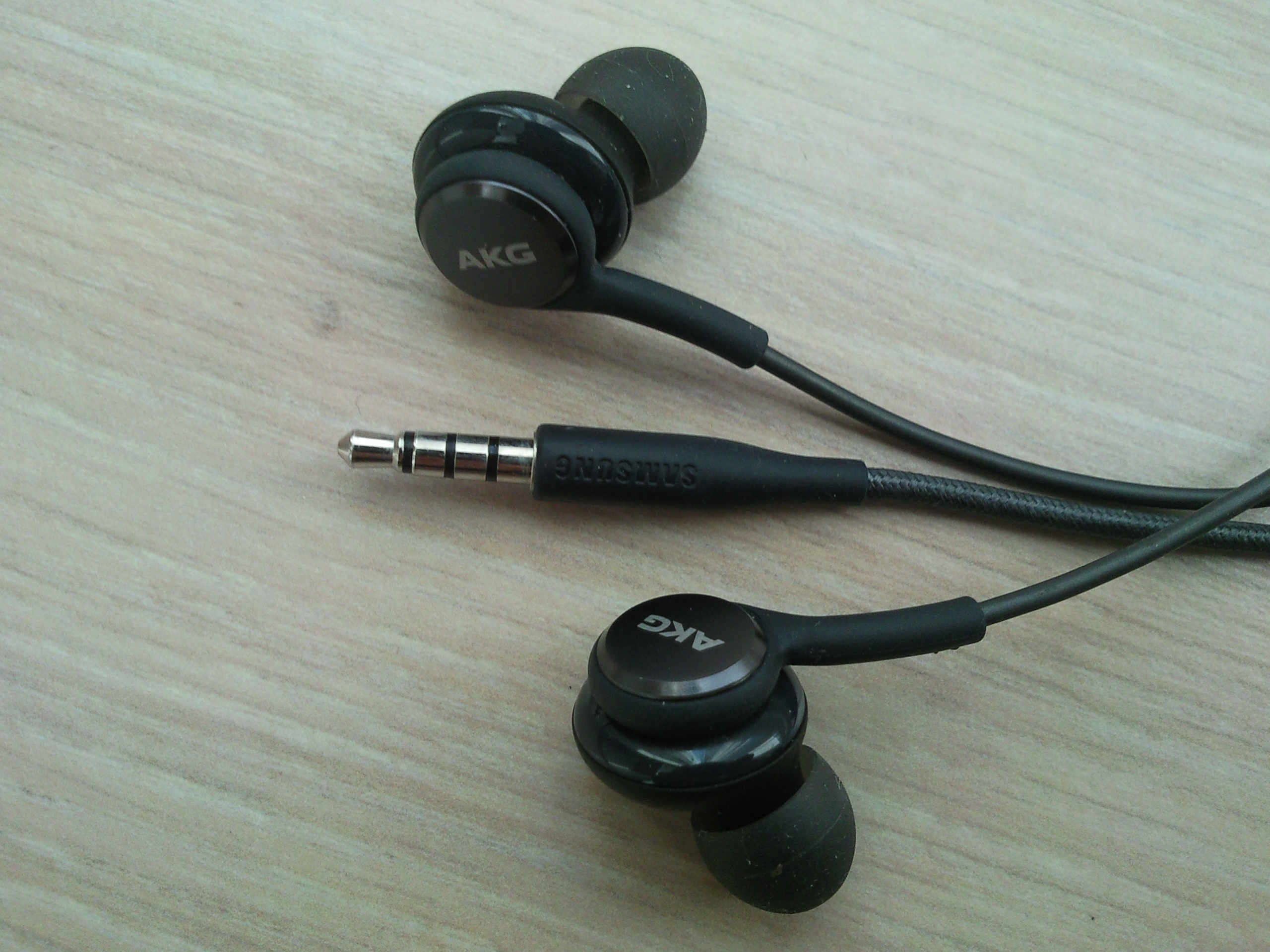
AKG Samsung bundle earphone

1947年にルドルフ・ゲリケとエンジニアであるエルンスト・プレスによってウィーンで設立され、当初は映画関連の音響機器を製作していて、有名な物としてはDYNシリーズという手作りによるダイナミック・マイクなどがあり、第二次世界大戦直後のAKG設立時から同社が設計および製造するマイクロフォンとヘッドフォンはヨーロッパを中心に世界各国のレコーディング・スタジオ、放送局、映画スタジオなどへ導入されてきた歴史がある。
社名はドイツ語での正式名称が"Akustische und Kino-Geräte Gesellschaft m.b.H"（有限責任会社音響および映画機器の意）となり、AKGはその頭文字を取った略である。
1953年に発表された真空管式のコンデンサー・マイクロフォン「C 12」はその性能と相まって数多くのスタジオや放送局へ導入され、AKGブランドのマイクロフォンでは看板的存在になり、現在でもその基本特性を継承した再生産型として発売されている。AKG以外のメーカーまたはブランドからもC 12を模倣したモデルが発売されていて、コンデンサー・マイクロフォンのスタンダード的存在になっている。
1994年にはハーマン・インターナショナルの傘下に入り、2017年にハーマンはサムスン電子の完全子会社となった。ハーマン傘下移行後、AKG製品の製造の大部分は中国へ移転、開発はハーマンのアメリカ拠点への統合が進められ、ウィーン拠点はハイエンドマイクなどの一部製造や既存製品の改良を主に担うようになった。サムスン傘下移行後には、ウィーン拠点が担っていた製造は東欧などへ移転し、ウィーン拠点は閉鎖された。これを受けて、ウィーンの技術者らはAKGから独立し、オーストリアン・オーディオ (英: Austrian Audio) 社を設立した。
日本における輸入総代理店として、2008年からヒビノがプロ・オーディオ製品を取り扱っているほか、ヘッドフォンなど一部製品はハーマンが取り扱っている。2019年にはオンライン販売向けでサウンドハウスが国内正規輸入代理店に加わった。

## マイクロフォン
AKGのマイクロフォンは、高音域の周波数特性における特徴がある。レコーディング・スタジオにおいても、ボーカル、アコースティック・ギター、ドラムスの録音・集音用として標準的に使用されるブランドになっている。

### コンデンサー・マイク
ELA M-250/251（真空管式）
ドイツのテレフンケン（Telefunken）ブランドから発売されていた管球式コンデンサー・マイクロフォンの「ELA M-250/251」シリーズだが、その基本設計と「AKG ELA M-250/251」シリーズとして、ごくわずかな本数がAKGブランドで発売されていた。現在では世界的に見てもほとんど入手困難な稀少機種となっている。
C 12（真空管式）
1953年に発表された管球式コンデンサー・マイクロフォンで、基本的には「ELA M-250/251」と同一の設計になっていて、「AKG ELA M-250/251」シリーズとして発売されていた際に使用されていたダイアフラムを共有したタイプで、高音圧にも耐えられるアンプ設計になっている。「C 12」も現在においてもなおボーカル録音で多用されることが多く、楽器収録関連でも様々な場面で使用されている。AKGにとって代表的な存在のマイクロフォンで、現在でも「C 12 VR」などの形式で後継機種が発売されている。「C 12A」というほとんど「C 414」のルックスをしたモデルがあり、後の「C 414」シリーズへ発展した。
C 24（真空管式）
「C 12」のステレオ仕様になっている管球式コンデンサー・マイクロフォン。上下にダイアフラムが2階建て状態に搭載されていて、各々の向きを90〜120度に変えることができて、パワー・サプライ側の指向性切り替えスイッチで、単一指向性、双指向性、無指向性への切り替えができ、ステレオ収録の際にM/S、X/Yなど収録における特性をコントロールさせ、ステレオ・イメージを可変させることができるようになっている。現在では「C 12」以上に入手困難であり、個人所有以外では保有するレコーディング・スタジオは余りない。
C 414
「C 12 A」から続く「C 414」シリーズで、ラージ・ダイヤフラムのコンデンサー・マイクロホン。シリーズ発売当時から現在に至るまでレコーディング・スタジオにおけるスタンダードな存在のマイクロフォンになっている。ボーカルに限らずほぼ全ての楽器などに使用されている。マイクロフォン側にFILTER、PAD、指向性切り替えスイッチが搭載されていて、マイキングしながら設定できる仕様になっている。現在でも様々な派生バリエーションで「C 414」シリーズとして発売されていて、最近では「C 414 XLS」「C 414 XL II」「C 414 B-XLS」「C 414 B-XLS/ST」「C 414 B-XL II」などの種類がある。
C 451
1969年に発売。長い筒型の形状をしているペンシル型スモール・ダイアフラムのコンデンサー・マイクロホン。本体とダイアフラムを含むカプセル部分に分割できる形状で、カプセルを変えて行くことで様々な特性に変えられるという個性を持つマイクロフォンでもある。「C 451EB」本体とダイアフラムのカプセル部分である「CK 1」との組み合わせにおけるスモール・ダイアフラム・マイクロフォンの特性である繊細な音場再現能力が好まれ、レコーディング・スタジオではシンバル類やアコースティック・ギターなどを始め様々な用途に使用されていて、現在でもAKGから「C 451 B」という型番で、ステレオ対応のステレオ・セット・ユニットとして「C 451 B/ST」というモデルと共に発売されている。

### 製品画像ギャラリー

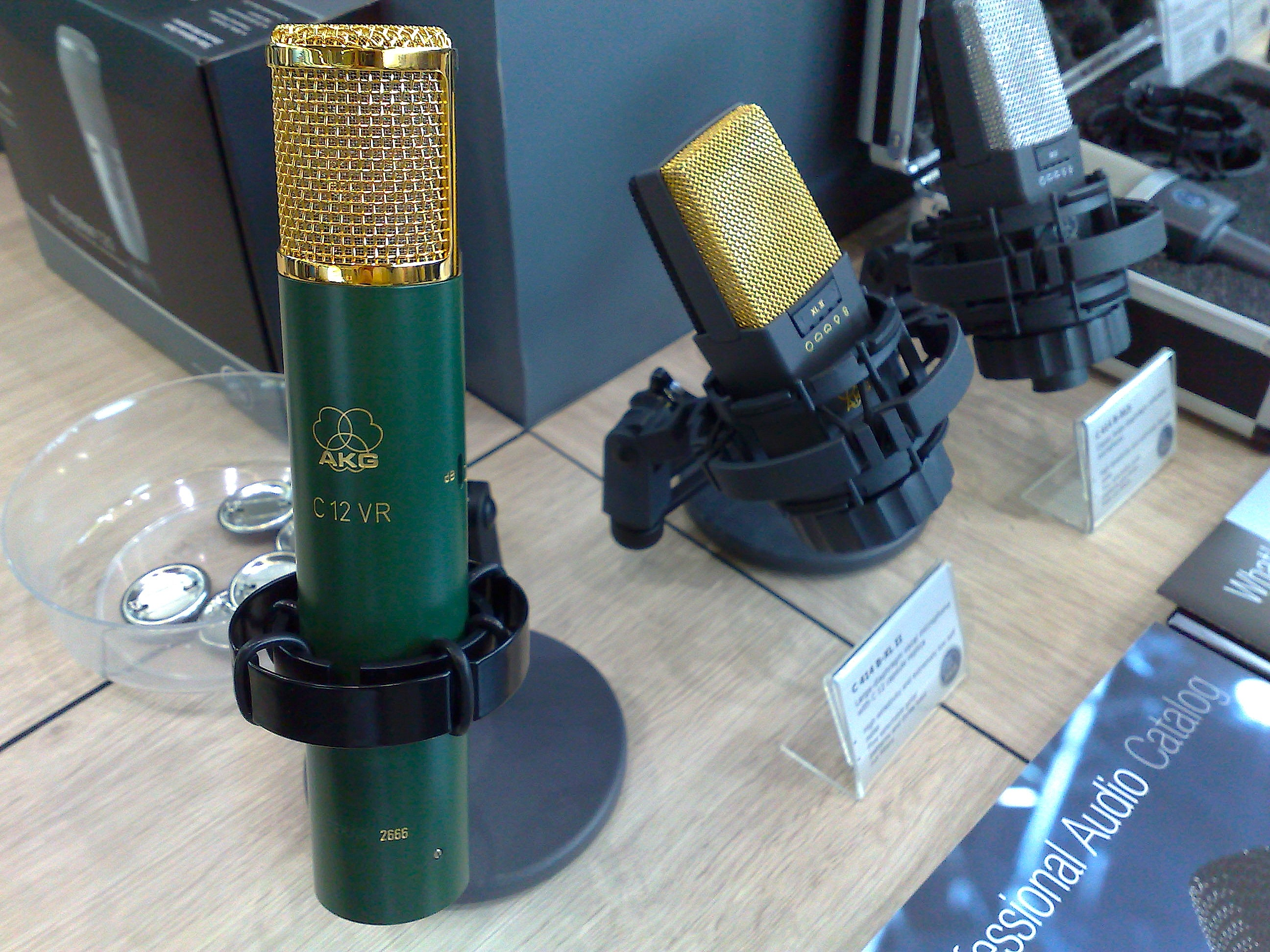
AKG C 12 VR, C 414 B XL II & C 414 B XLS
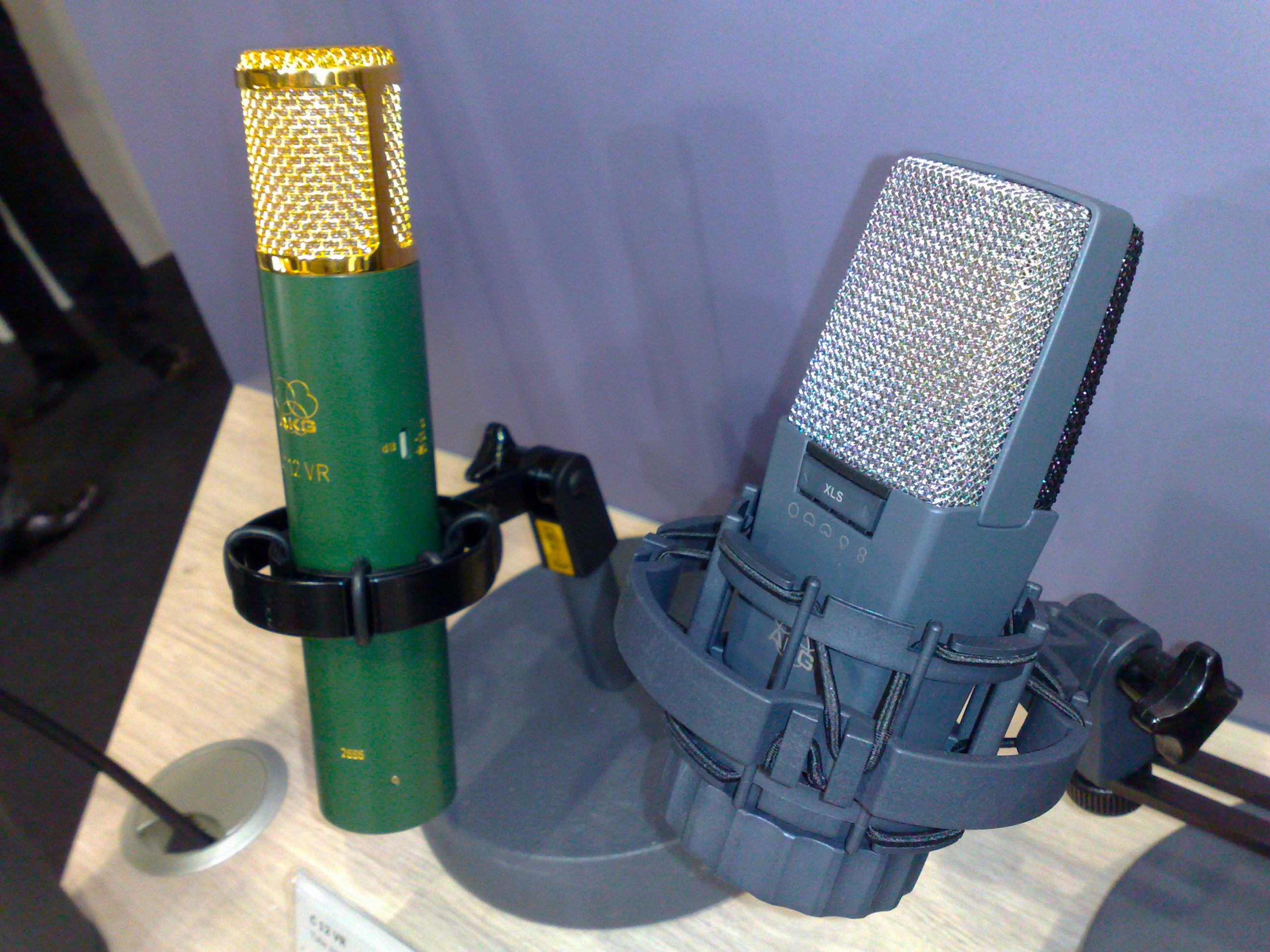
AKG C 12 VR & C 414 B XLS
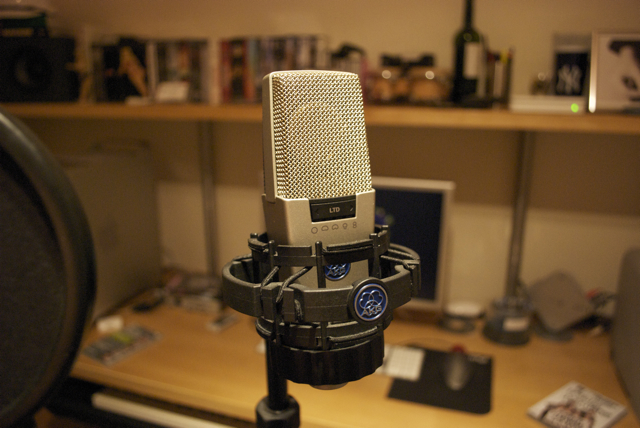
AKG C 414 Limited
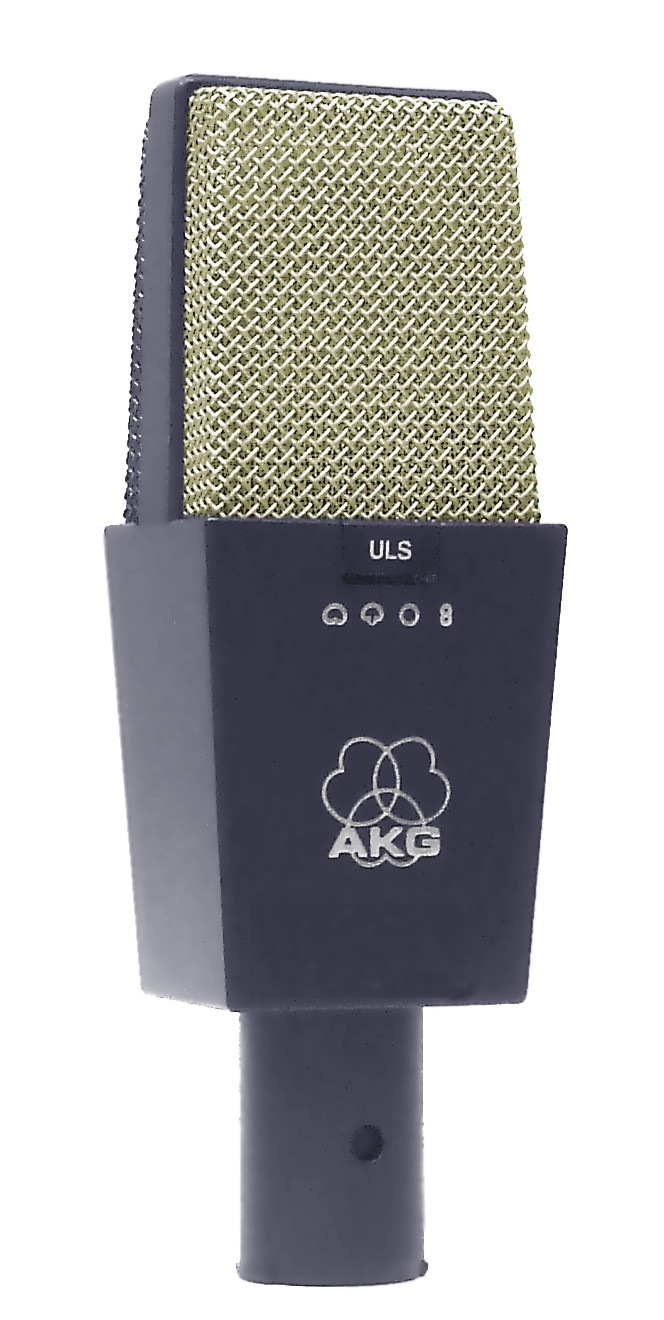
AKG C 414 B-ULS フロント側
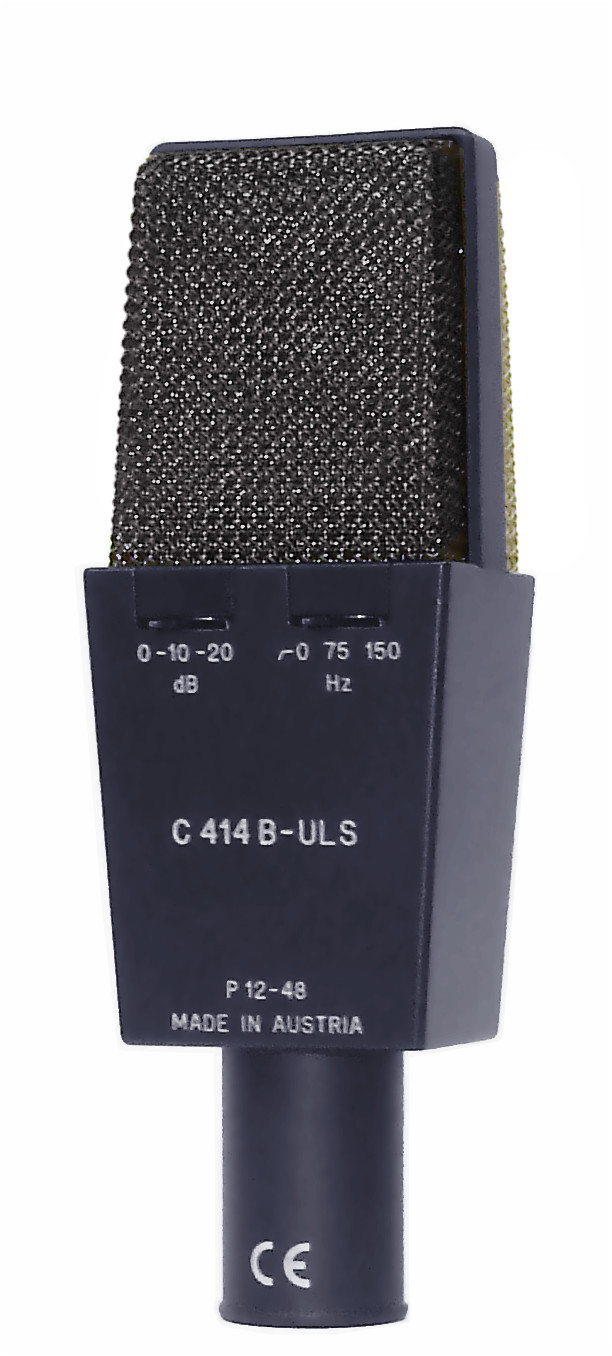
AKG C 414 B-ULS リア側
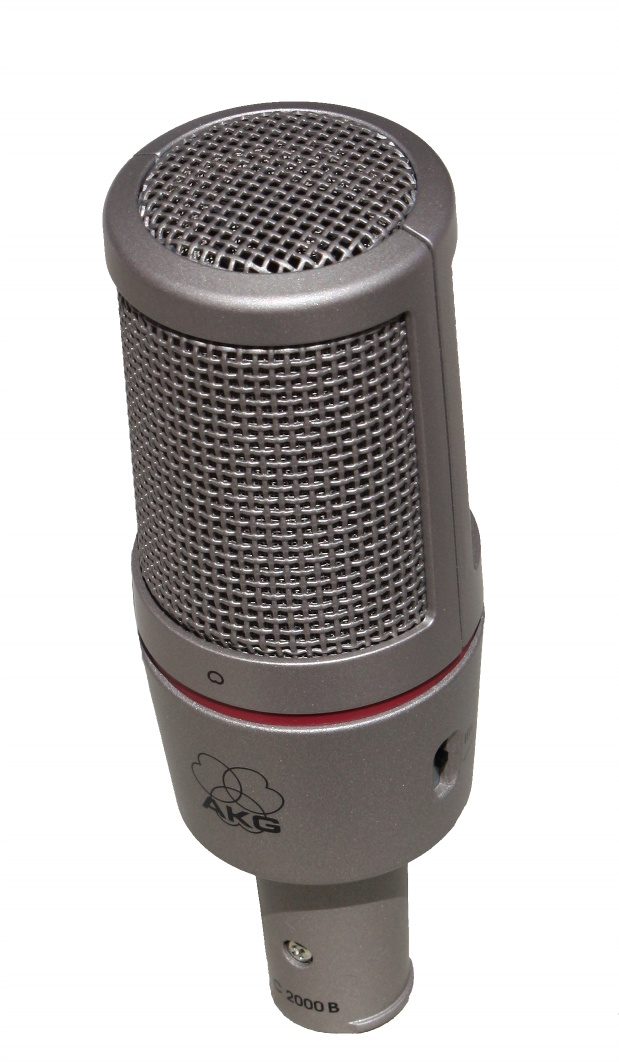
AKG C 2000 B
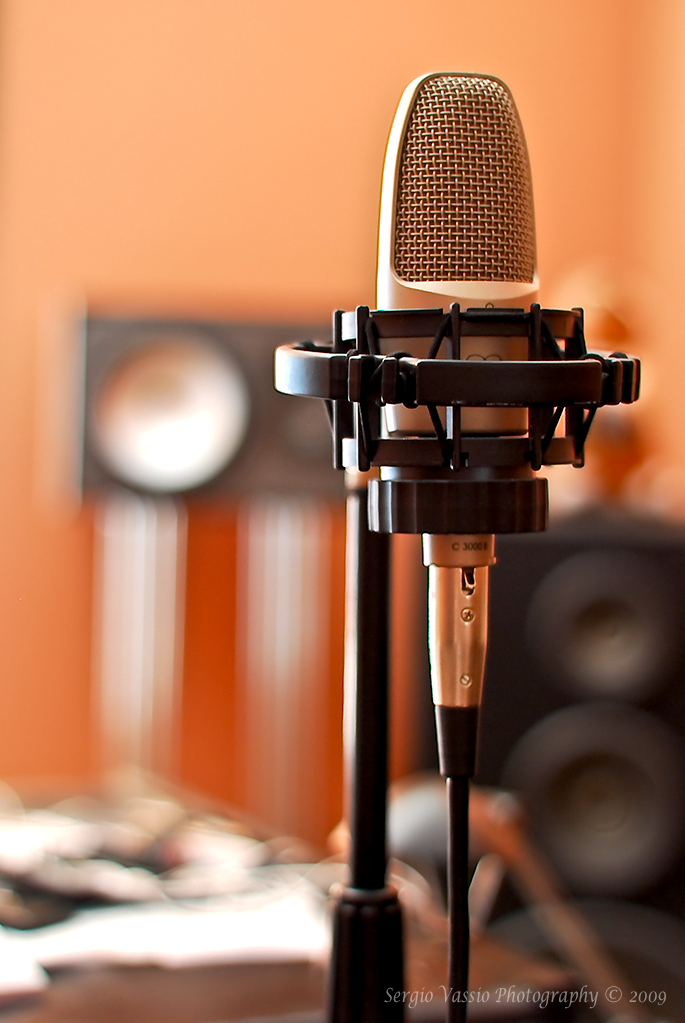
AKG C 3000 B
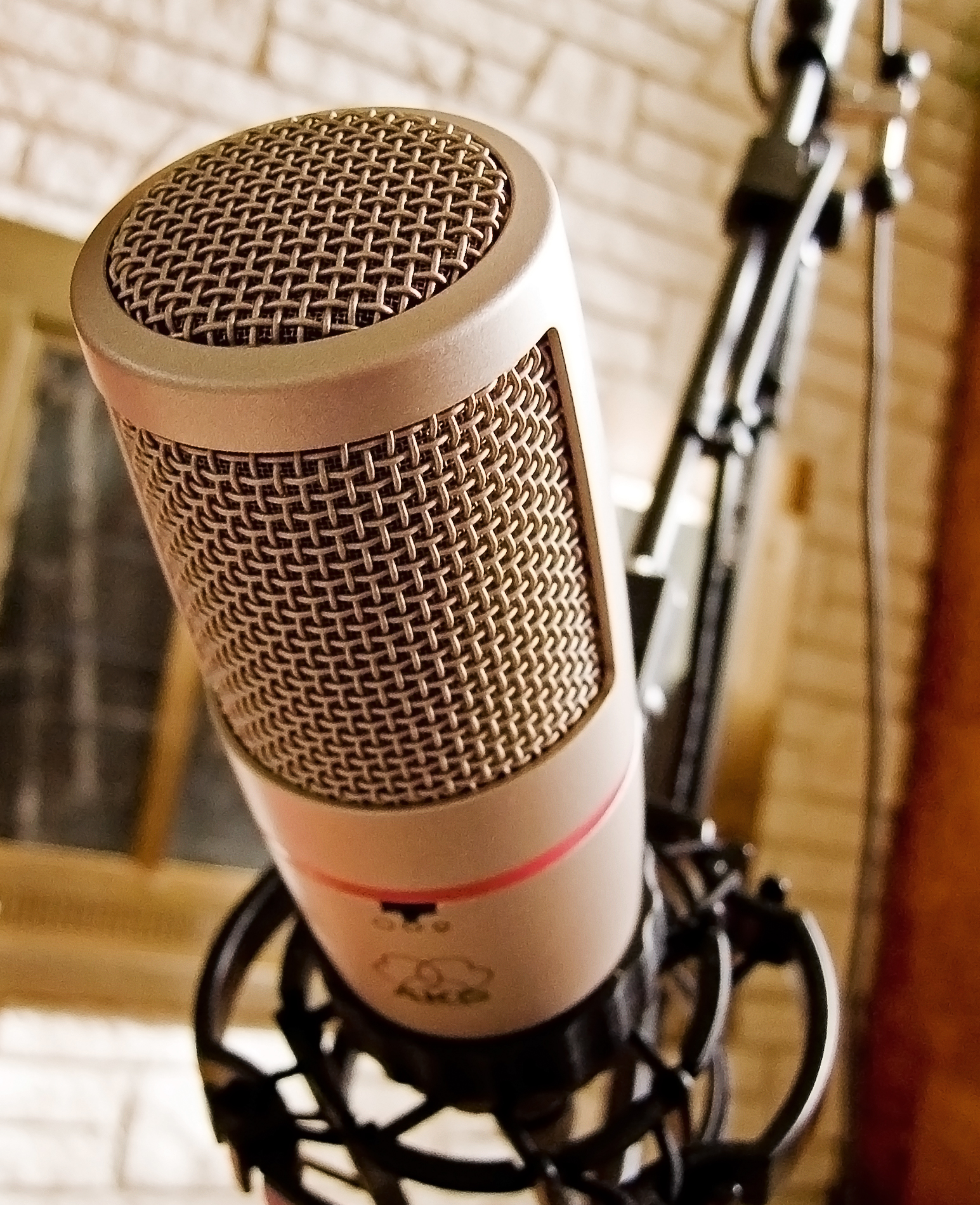
AKG C 4000 B

## リバーブレーター
AKG製のリバーブレーターにはスプリング・リバーブレーターとデジタル・リバーブレーターがあり、そのどちらもレコーディング・スタジオなどで使用され、AKG独特の製品群にもなっている。

### スプリング・リバーブレーター
代表的な機種として「BX-20」「BX-10」と言う機種があり、複数のスプリングを張りテンションが掛けられた状態に対して音声信号をドライバーから送出してピックアップ側で収音することにより、リバーブを機械的に生成させる機種となっている。ピックアップの位置をリモート・コントローラーにて変更すると、リターンされるリバーブ・タイムを自由に調整できるなど、動作的には機械式リバーブレーターとなる。BX-20に至っては家庭用大型冷蔵庫並みの大きさで木目調のキャビネットに収められているため、スタジオの機械室に設置されている状態を見ると一目でBX-20だと解る存在感があった。

### デジタル・リバーブレーター
代表的な機種として「ADR 68K Studio Digital Reverb」等があり、デジタルシグナルプロセッサ（DSP）による演算処理にてリバーブ成分を生成している。初期反射、リバーブ密度、リバーブ・タイムなど様々な設定が可能で、リバーブのアルゴリズムもホール、プレート、ルーム、チャーチ（教会）などが選択できて、実在する空間を元にリバーブ成分を生成したり、基本となるアルゴリズムを選択した後に、ユーザー側がパラメーターを自由に設定して現実空間では存在しないようなリバーブ成分を生成することも可能になるリバーブレーターの一種となる。

## ヘッドフォン
1975年のK240発売以降、AKGのヘッドフォンはレコーディング・映画・放送など各分野で使用されてきた。スタジオ用（業務用）以外にも、ホーム・リスニングに特化したモデルも発売されている。また現在ではK24PやK26Pといったポータブルユースのコンパクトヘッドフォンも評判が高い。

### スタジオ・シリーズ
発売以来、モニタリングやレコーディング用として欧米で圧倒的な支持を得てきた。日本の音楽シーンでは露出度は多くはないが、海外では数多くのスタジオで使用されている。
K240 Studio
K240 Monitorの後継機種。スタジオ用ヘッドフォンとしてフラットな特性と明瞭な定位感をもちながら聞き疲れしないしなやかな質感を持つ。ハーマン資本が入り、デジタル時代に対応する後継機種としてK242HDが発売されたが、「240」純血ともいうべきK240 MK IIの製造販売は別に継続されている。セミオープン型。
K271 Studio
スタジオ用ヘッドフォン。最終バランスの確認用に広範囲な周波数特性をもつ。密閉型。

### Kシリーズ

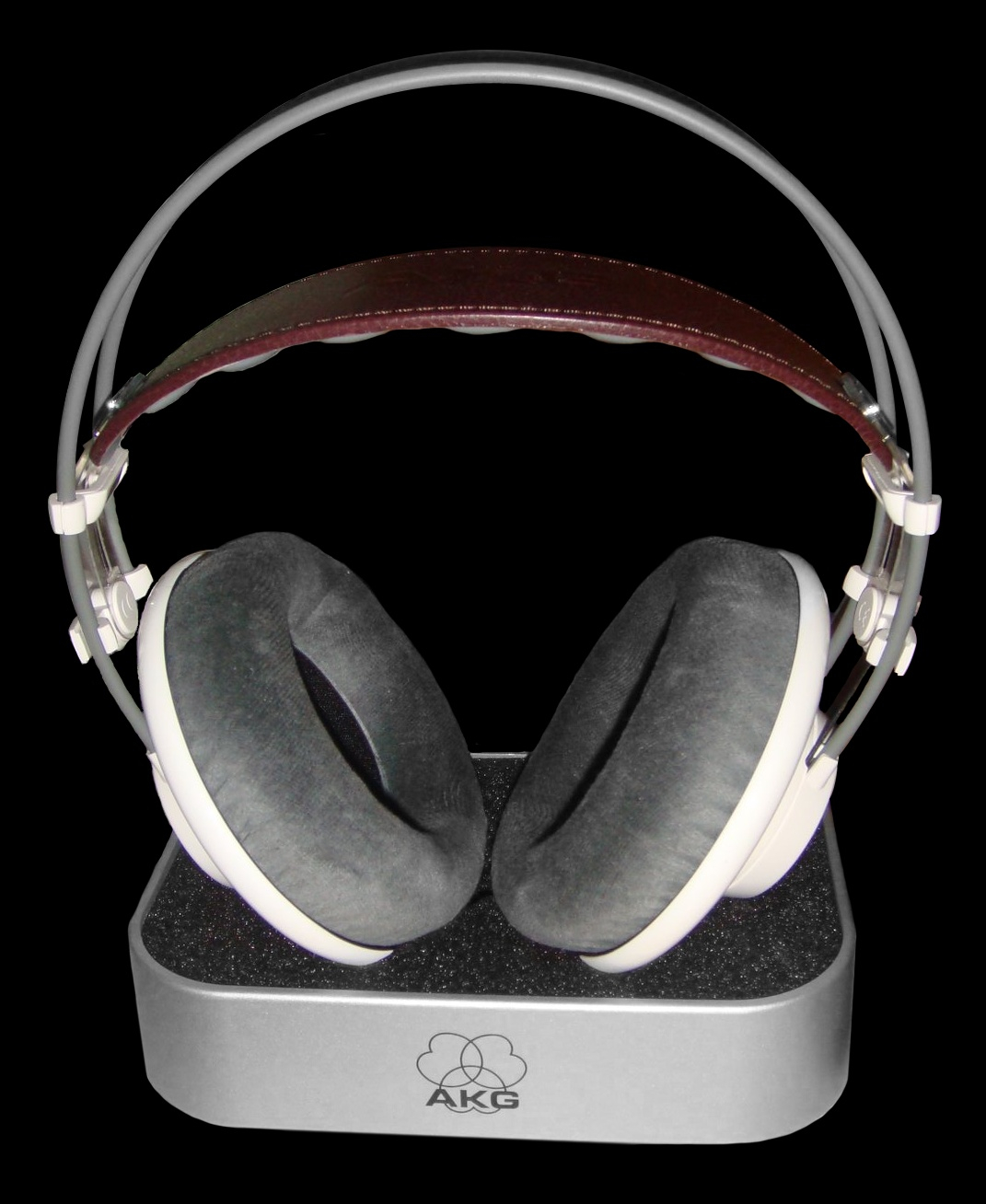
AKG K701

K812
Kシリーズの最上位モデル。オープンエアー型。
K712
K702の後継機種。イヤーパッドが低反発モデルとなり、ヘッドバンドの形状および、材質が変化した。音の傾向はK702と異なる。オープンエアー型。
K702
K701の後継機種（マイナーチェンジモデル）。変更点としてはカラーリングが濃紺（ネイビー）になり、ケーブル着脱可能なことがあげられる。音質の向上などは特にない。オープンエアー型。
K701
Kシリーズの前最上位機種。K601との違いは音場表現とされ、この点に関しては、今までのAKGにない特徴をもつヘッドホンである。オープンエアー型。
本体やスタンドに印字されているロゴが変更されたり、ヘッドバンドのコブの数が7つから8つになるなど、幾度かマイナーチェンジが行われたが、一度生産を終了した。その後、コブを無くした同製品の生産再開をしている。
K612
K601の後継機種かつ、K712の廉価製品。K601に比べ、現代的なサウンドにチューニングされている。オープンエアー型。
K601
Kシリーズの上級機種。序列ではK701が上位となるが、音の方向性自体が異なるため単純に上位機種が良いとは言えない。K501の正常進化版。オープンエアー型。生産終了。
K501
Kシリーズの中級機種。オープンエアー型。生産終了。